# Ray Enright (regista)
Ray Enright (Anderson, 25 marzo 1896 – Los Angeles, 3 aprile 1965) è stato un regista, sceneggiatore e montatore statunitense.

## Biografia
Raymond E. Enright emigrò a Los Angeles all'età di 5 anni insieme alla sua famiglia. Nel 1913 iniziò a lavorare per Mack Sennett come assistente al montaggio finché venne chiamato in servizio allo scoppio della prima guerra mondiale. Al termine del conflitto riprese il suo lavoro, stavolta per Thomas H. Ince. Nel 1928, da poco al servizio della Warner Bros., esordì come regista con un film della serie Rin Tin Tin. Fra le sue pellicole migliori, girate verso la fine della sua carriera, sono da ricordare il western Frontiere selvagge (1947) e Il ranch delle tre campane (1949), noir che racconta le vicende di tre fratelli separati dalla guerra di secessione e spesso in contrasto fra loro. Enright morì per un attacco cardiaco circa dieci anni dopo il suo ritiro dalle scene.

## Filmografia parziale

### Regista
- The Girl from Chicago (1927)
- L'uomo dai due volti (Skin Deep) (1929)
- Kid Gloves (1929)
- Scarlet Pages (1930)
- Golden Dawn (1930)
- The Tenderfoot (1932)
- Havana Widows (1933)
- L'universo innamorato (Twenty Million Sweethearts) (1934)
- Abbasso le donne (Dames) (1934)
- Il sapore di un bacio (The Travelling Saleslady) (1935)
- L'irresistibile (Earthworm Tractors) (1936)
- Ali sulla Cina (China Clipper) (1936)
- Alta tensione (Slim) (1937)
- Hard to Get (1938)
- Angeli senza cielo (Angels Wash Their Faces) (1939)
- L'alfabeto dell'amore (Naughty but Nice) (1939)
- On Your Toes (1939)
- Brother Rat and a Baby (1940)
- I tre moschettieri del Missouri (Bad Men of Missouri) (1940)
- Tragedia ai Tropici (Law of the Tropics) (1941)
- Il circo insanguinato (The Wagons Roll at Night) (1941)
- Il cavaliere della vendetta (Wild Bill Hickock Rides) (1941)
- I cacciatori dell'oro (The Spoilers) (1942)
- Gung Ho! ('Gung Ho!': The Story of Carlson's Makin Island Raiders) (1943)
- Il maggiore di ferro (The Iron Major) (1943)
- I falchi del fiume giallo (China Sky) (1945)
- Il treno dei pazzi (One Way to Love) (1945)
- Il solitario del Texas (Albuquerque) (1947)
- Frontiere selvagge (Trail Street) (1947)
- Gli avvoltoi (The Return of the Bad Men) (1948)
- Il pugnale del bianco (Coroner Creek) (1948)
- Il ranch delle tre campane (South of St. Louis) (1949)
- I predoni del Kansas (Kansas Raiders) (1950)
- Più forte dell'odio (Montana) (1950)
- La cavalcata dei diavoli rossi (Flame Feathers) (1952)
- Dramma nella Kasbah (The Man from Cairo) (1953)

### Sceneggiatore
- Side Show regia di Roy Del Ruth (1931)
- Gold Dust Gertie regia di Lloyd Bacon (1931)

### Montatore
- Il gentiluomo cocchiere (The Man on the Box) regia di Charles Reisner (1925)